# دون لانغ
دون لانغ (بالإنجليزية: Don Lang)‏ هو لاعب كرة قاعدة أمريكي، ولد في 15 مارس 1915 في سيلما في الولايات المتحدة، وتوفي في 1 سبتمبر 2010 في فينتورا في الولايات المتحدة.